# Emil Robert-Hansen
Emil Robert-Hansen, ursprungligen Robert Emil Hansen, född 25 februari 1860 i Köpenhamn, död 18 juli 1926, var en dansk cellist och tonsättare. Han var bror till pianisten Agnes Adler.
Hansen fick undervisning i hemmet av fadern, cellisten Karl Emilius Hansen. Vid elva års ålder uppträdde han offentligt på konserter, vid fjorton blev han elev vid Det Kongelige Danske Musikkonservatorium, där han studerade under två år (under Albert Rüdinger, senare under Franz Neruda i cellospel). År 1877 blev han medlem av Det Kongelige Kapel. 
Vid siden därav framträdde Hansen med en rad stora kompositioner, dels för orkester (två symfonier, två sviter, cellokonsert och pianokonsert, dels för kammarmusik (bland annat kvartetter, kvintett, trio, sonater och solostycken), alla offentligt uppförda. År 1891 deltog han i tävlingen om en cellistplats vid Gewandhaus och stadsteatern i Leipzig, vann och fick platsen. Av hans senare arbeten märks operan Frauenlist (Sondershausen 1911), operetten Die wilde Komtesse (Eisenach 1913), en stråkkvartett samt en symfoni (1918).

## Utmärkelser
- Riddare av Dannebrogorden,  1921[5]

[Redigera Wikidata]